# Yolet
Yolet ist eine französische Gemeinde im Département Cantal in der Region Auvergne-Rhône-Alpes. Sie gehört zum Kanton Vic-sur-Cère im Arrondissement Aurillac. Sie grenzt im Nordosten und Osten an Polminhac, im Süden an Vézac sowie im Westen und Nordwesten an Giou-de-Mamou. Zu Yolet gehören die Ortsteile Le Bourg, Falguières, Gare de Yolet, Lalo, Maison-Blanche, Rocquecelier und Sémilhac.
Die Route nationale 126 führt über Yolet.

## Bevölkerungsentwicklung
| Jahr                       | 1962 | 1968 | 1975 | 1982 | 1990 | 1999 | 2006 | 2019 |
| -------------------------- | ---- | ---- | ---- | ---- | ---- | ---- | ---- | ---- |
| Einwohner                  | 440  | 420  | 383  | 381  | 459  | 488  | 577  | 551  |
| Quellen: Cassini und INSEE |      |      |      |      |      |      |      |      |

## Sehenswürdigkeiten
- Kirche Saint-Pierre, erbaut im 14./15. Jahrhundert, seit 1992 Monument historique
- Schlösser Château de Boudieu, Château du Doux und Château de Yolet

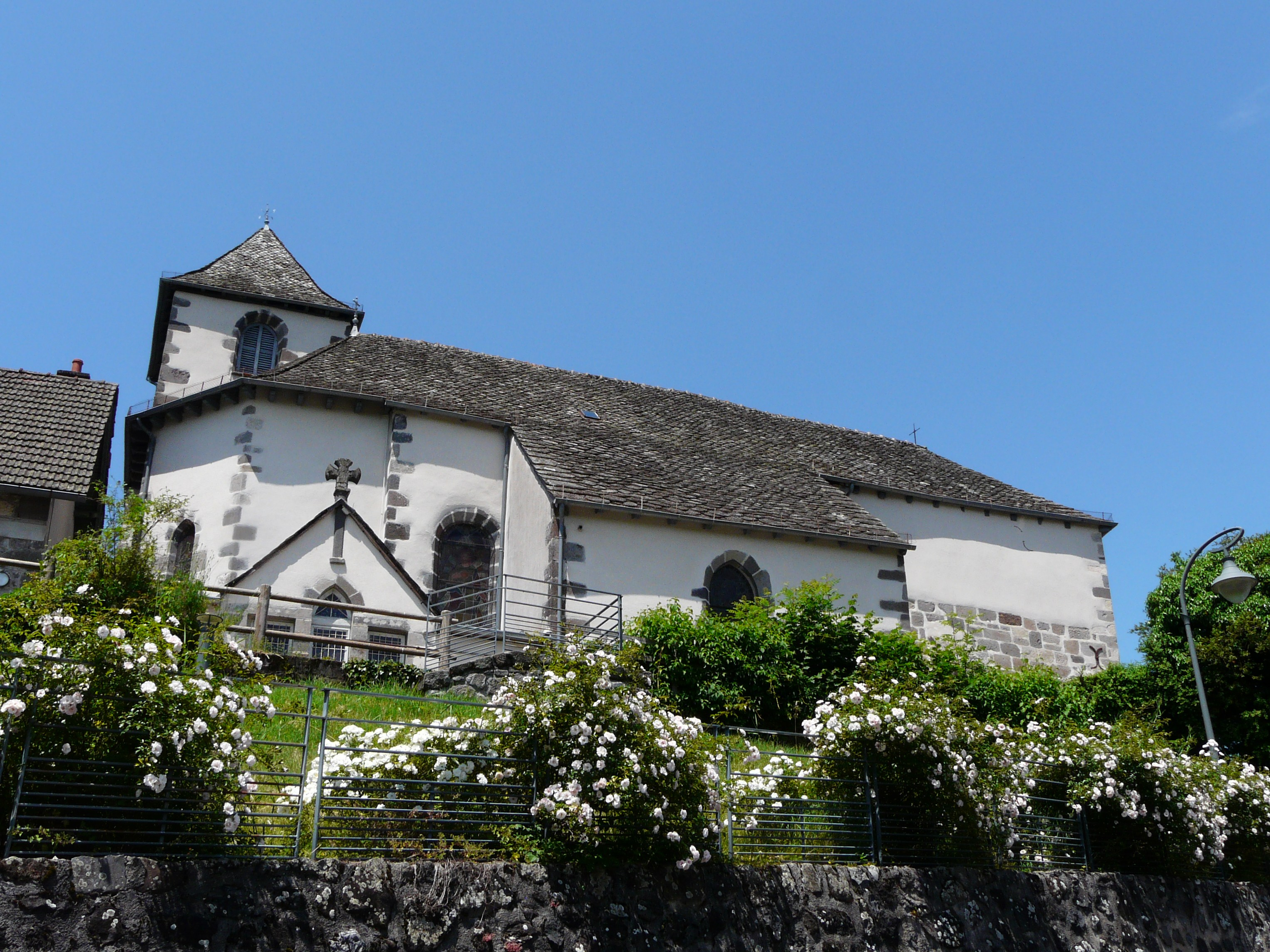
Kirche Saint-Pierre
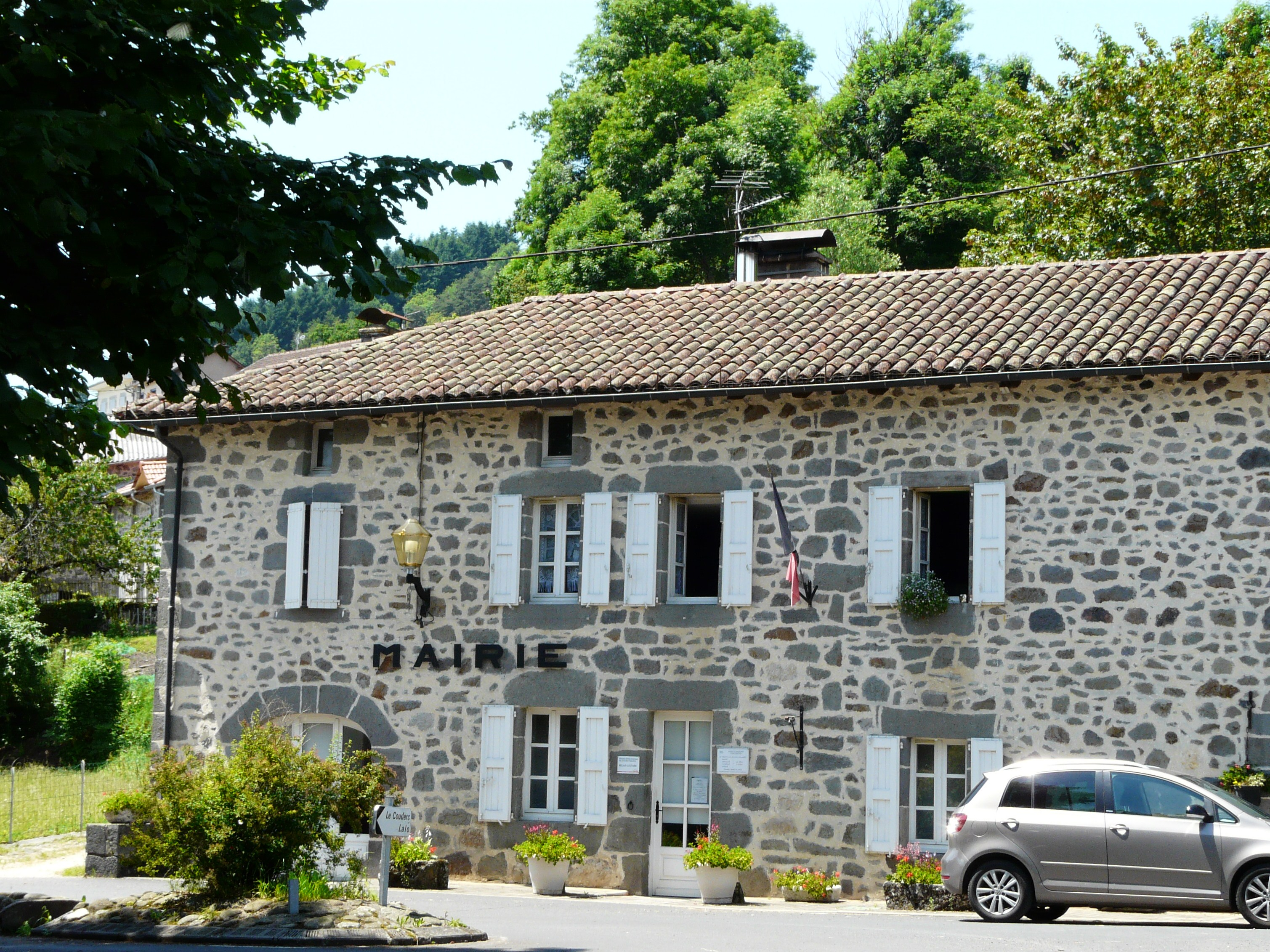
Mairie Yolet
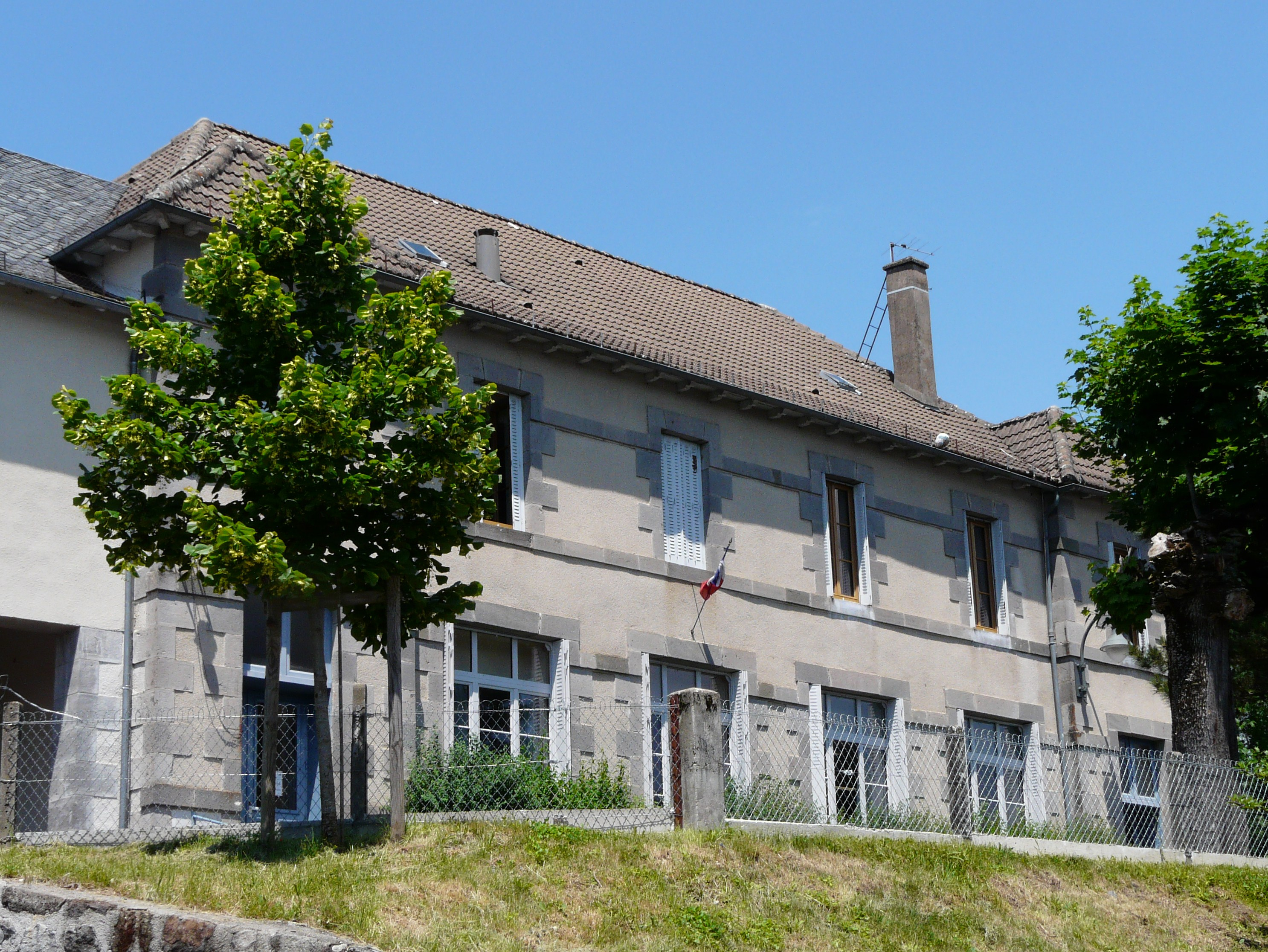
Schule

## Persönlichkeiten
- Jean-Baptiste Carrier (1756–1794), Revolutionär